# .mm
.mm је највиши Интернет домен државних кодова (ccTLD) за Мјанмар.
Верује се да презентацији регистра није могуће приступити изван Мјанмара. Разлог томе је политика владе ове државе која не дозвољава коришћење Интернета нити приступ иностраним Интернет презентацијама својим државњанима. Верује се да је разлог томе потенцијалне опасности по режим која долази од спољашњег света. У овој држави постоји Интранет мрежа која се назива "Myanmar Wide Web" - MWW. Овај Интранет је под директном контролом војске која има задатак да спречи било какав контакт корисника ове мреже са спољним светом, презентације - сајтови које се налазе на овој мрежи су пажљиво изабрани и потпуно цензурисани од стране власти, сервис е-поште је забрањен због немогућности његове потпуне контроле од стране власти. Ову врсту мрежног повезивања (MWW) има могућност да користи веома мали број људи у овој држави (око 25.000) због веома високих цена приступа и коришћења.

## Регистар
Сајт регистра би требало да се налази на адреси www.nic.mm али, како наводе извори из Мјанмара, Министарство комуникација, пошта и телегрефа није имало вољу да направи веб-сајт регистра Интернет домена, нити да отвори регистар.
Један од ретких, ако не и једини, међународно доступнан домен под овим НИДдк-ом је www.mchronicle.com.mm